# Alcis catachrysa
Alcis catachrysa är en fjärilsart som beskrevs av Eugen Wehrli 1943. Alcis catachrysa ingår i släktet Alcis och familjen mätare. Inga underarter finns listade i Catalogue of Life.